# یواس‌اس باربیی (اف‌اف-۱۰۸۸)
یواس‌اس باربیی (اف‌اف-۱۰۸۸) (به انگلیسی: USS Barbey (FF-1088)) یک کشتی بود که طول آن ۴۳۸ فوت (۱۳۴ متر) بود. این کشتی در سال ۱۹۷۱ ساخته شد.